# باليوموناستيرون (تريكالا)
باليوموناستيرون (Παλαιομονάστηρον) هي مدينة في تريكالا في مقاطعة فوريا إلادا في اليونان.